# Mycaranthes nieuwenhuisii
Mycaranthes nieuwenhuisii là một loài thực vật có hoa trong họ Lan. Loài này được (J.J.Sm.) Rauschert mô tả khoa học đầu tiên năm 1983.